# The Great Hack - Privacy violata
The Great Hack - Privacy violata (The Great Hack) è un documentario del 2019 diretto da Jehane Noujaim e Karim Amer. 
The Great Hack, che tratta dello scandalo Facebook-Cambridge Analytica, è stato presentato in anteprima al Sundance Film Festival del 2019 nella sezione Documentary Premieres ed è stato distribuito da Netflix il 24 luglio 2019.
Il documentario è incentrato sul professor David Carroll di Parsons e The New School, Brittany Kaiser (ex direttrice dello sviluppo commerciale di Cambridge Analytica) e la giornalista investigativa britannica Carole Cadwalladr. Le loro storie si intrecciano per esporre il contributo di Cambridge Analytica alla politica di vari Paesi, tra cui la campagna del Regno Unito per la Brexit e le elezioni presidenziali negli Stati Uniti d'America del 2016.

## Trama
Quando l'ex CEO di Cambridge Analytica, Alexander Nix, su Channel 4, ha affermato di avere 5.000 punti dati su ogni elettore americano, il professor David Carroll ha intrapreso un percorso legale per cercare di recuperare i suoi dati con l'aiuto dell'avvocato Ravi Naik di ITN Solicitors, esperto di privacy dei dati nel Regno Unito. Poiché Cambridge Analytica ha trattato i dati degli utenti tramite SCL in Gran Bretagna, le denunce di Carroll ricadono sotto la giurisdizione britannica. Il 4 luglio 2017 Carroll ha presentato un reclamo all'Information Commissioner's Office del Regno Unito. Di conseguenza SCL è stata multata di 15.000 sterline per non aver rispettato l'ICO. Inoltre, di conseguenza, Facebook ha pagato 500.000 sterline per "la mancanza di trasparenza e le questioni di sicurezza relative alla raccolta dei dati che costituiscono" nel relativo scandalo. Durante la battaglia legale di Carroll, SCL ha presentato istanza di fallimento. Il lavoro di Cambridge Analytica è stato giudicato in violazione delle leggi sulla privacy del Regno Unito. L'ICO ha rilasciato una dichiarazione in cui affermava: "Se SCLE fosse esistita ancora nella sua forma originale, la nostra intenzione sarebbe stata quella di infliggere alla società una multa sostanziale per gravi violazioni del principio uno della DPA1998 per il trattamento scorretto dei dati delle persone per scopi politici, compresi gli scopi connessi alle campagne presidenziali statunitensi del 2016".
Intanto la giornalista investigativa Carole Cadwalladr continua il suo lavoro investigativo sull'influenza di Cambridge Analytica. Questo lavoro la conduce al whistleblower, Christopher Wylie, che spiega come il microtargeting, combinato con la raccolta di dati di massa, sia stato usato per influenzare le elezioni. Le interviste esclusive di Cadwalladr a Wylie su The Observer rivelano come le tattiche di profilazione psicografica siano state effettuate con i dati degli utenti raccolti su Facebook con l'aiuto del professor Aleksandr Kogan, professore dell'Università di Cambridge. Queste accuse hanno reso pubblico lo scandalo di Cambridge Analytica e hanno portato Wylie a testimoniare al Parlamento britannico e a citare il nome di un ex direttrice di Cambridge Analytica, Brittany Kaiser. I registi rintracciano Brittany Kaiser in Tailandia, che ritiene di diventare una whistleblower e di rendere pubbliche le informazioni su Cambridge Analytica. Con l'aiuto dell'imprenditore sociale, scrittore e organizzatore di origine britannica Paul Hilder, decide di tornare a Washington DC, per confessare. Con l'aiuto di documenti specifici provenienti dal suo archivio personale di Cambridge Analytica, Kaiser spiega l'efficace micro-targeting di individui ignari, che lei definisce "persuadenti", da parte di Cambridge Analytica nelle elezioni americane del 2016.

## Produzione

### Cast
- Carole Cadwalladr, giornalista investigativa britannica e reporter per The Observer.
- David Carroll, professore associato di media design presso la Parsons che ha presentato una denuncia formale contro Cambridge Analytica secondo il Data Protection Act del Regno Unito del 1998 per ottenere i suoi dati, il suo profilo e il suo punteggio.[3]
- Brittany Kaiser, ex direttrice dello sviluppo del business di SCL Group, la società madre di Cambridge Analytica.
- Julian Wheatland, ultimo CEO ed ex direttore operativo e direttore finanziario di Cambridge Analytica e presidente di SCL.
- Roger McNamee, gestore di fondi e venture capitalist, uno dei primi investitori su Facebook.
- Christopher Wylie, ex direttore di ricerca di Cambridge Analytica e whistleblower.

La musica del film è stata composta dal musicista Gil Talmi.

## Accoglienza

### Critica
The Great Hack ha una valutazione dell'87% su Rotten Tomatoes, sulla base di 52 recensioni con una valutazione media di 7,21/10. Il consenso dell'aggregatore di recensioni afferma: "The Great Hack offre uno scorcio allarmante del modo in cui i dati vengono utilizzati come armi per il guadagno politico e cosa potrebbe significare per le future elezioni". Peter Bradshaw ha scritto su The Guardian che il film riguarda "il più grande scandalo del nostro tempo: il gigantesco punto interrogativo sulla legalità del voto della Brexit", e gli ha assegnato cinque stelle. Definendo il film "un terrificante avvertimento" e "il più importante documento di quest'anno", Refinery29 ha scritto: "The Great Hack rende chiaro quanto possa andare in profondità quella losca sorveglianza".
È stato nominato come miglior documentario dalla British Academy of Film and Television Arts e come miglior sceneggiatura dall'International Documentary Association. Il documentario ha ricevuto un Outstanding Achievement in Graphic Design or Animation Award da Cinema Eye Honors.